# August von Rosen
August Robert Fredrik von Rosen, född den 12 september 1838 i Stockholm,, död där den 18 oktober 1922, var en svensk greve och hovman. Han var son till Gustaf  Fredrik von Rosen och far till Hugo von Rosen.
von Rosen blev underlöjtnant vid Svea livgarde 1857, löjtnant där 1860, kapten där 1868 och major där 1881. Han blev adjutant hos kungen 1882 och förste hovmarskalk 1890. von Rosen var överstelöjtnant i reserven 1890–1892. Han blev riddare av Svärdsorden 1879 samt kommendör av första klassen av Nordstjärneorden 1891 och kommendör med stora korset 1897. von Rosen vilar på Norra begravningsplatsen utanför Stockholm.